# Sillago japonica

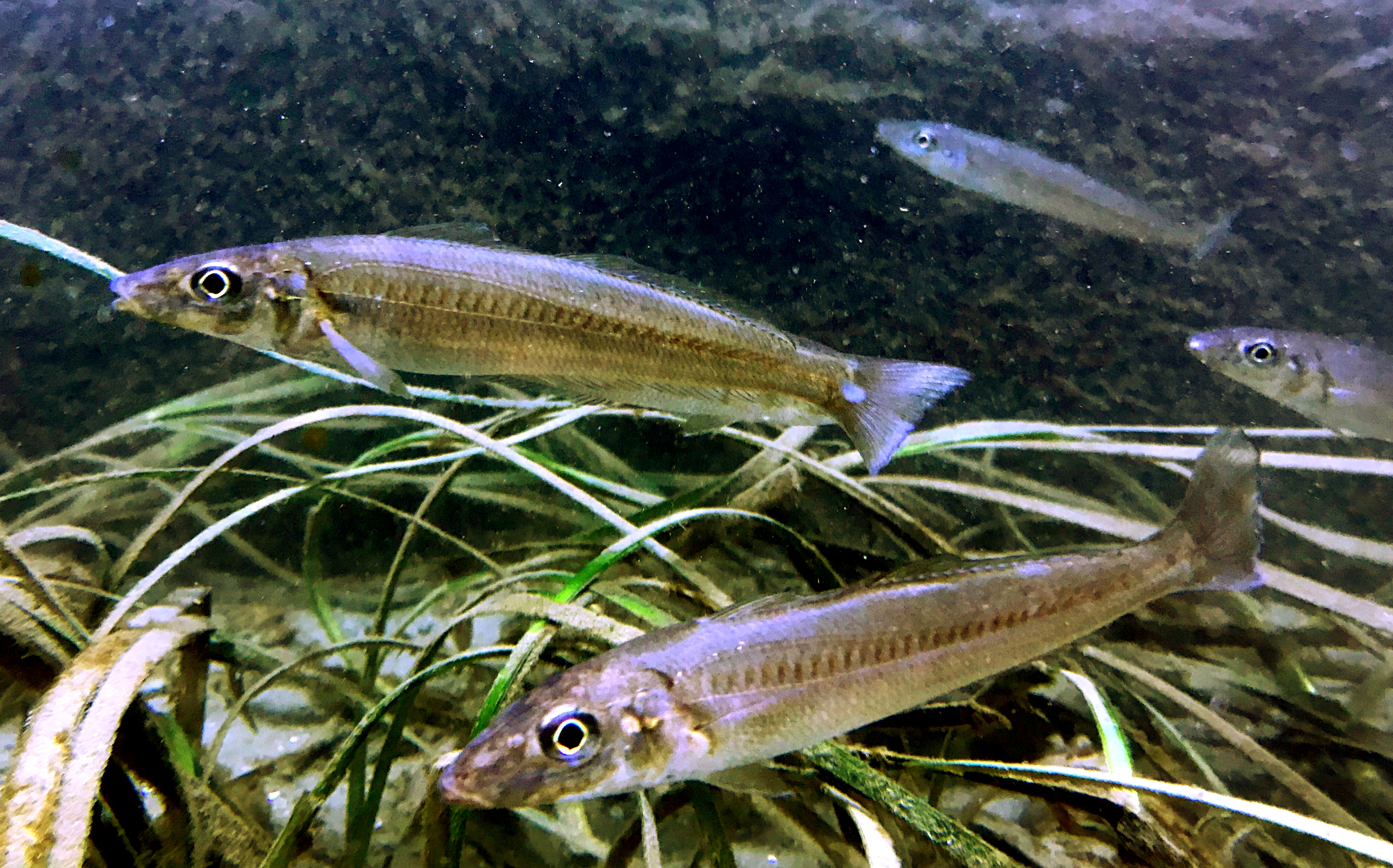
Imagen de Sillago japonica

El silago japonés (Sillago japonica) es una especie de peces de la familia Sillaginidae en el orden de los Perciformes. Es un pez muy abundante en el Mar de Japón

## Morfología
Los machos pueden llegar alcanzar los 30 cm de longitud total.

## Alimentación
Esta especie se alimenta de crustáceos, poliquetos, bivalvos y peces más pequeños que habitan en aguas poco profundas.

## Distribución geográfica
Se encuentra en el Japón, Corea,  China y Taiwán. Posiblemente, también en las Filipinas.